# Мата, Вилиаме
Вилиаме Севака Мата (фидж. Viliame Sevaka Mata; род. 22 октября 1991, Фиджи) — фиджийский регбист, выступающий за клуб «Эдинбург». За сборную Фиджи по регби-7 выступал на этапе Мировой серии по регби-7 2014 года в Веллингтоне, а также стал олимпийским чемпионом 2016 года.

## Карьера
Уроженец деревни Наулуватау, округ Накето, провинция Таилеву. Окончил грамматическую школу Сува, после поступил в школу Рату Кадавулеву. Выступал в регбилиг и регби-7 за клуб «Даветалеву». В июле 2016 года перешёл в шотландскую команду «Эдинбург», выступающую в Про12, подписав контракт на два года, однако через год истекла его британская виза. За этот год Вилиаме не провёл ни одной игры за сборную Фиджи, а визы для спортсменов, не привлекавшихся в сборную, согласно правилу Колпака, действовали только год. После четырёх матчей он вернулся в Великобританию и продлил визу на пребывание в Шотландии, возобновив выступления в сентябре 2017 года. В декабре того же года он продлил контракт до 2020 года.
В 2014 году Вилиаме был приглашён в сборную Фиджи по регби-7 тренером Беном Райаном для участия в этапе Мировой серии в Веллингтоне — Мата должен был заменить Пио Туваи. Также он был включён в состав сборной Фиджи по регби-7 на Олимпиаду в Рио-де-Жанейро, где занёс две попытки и набрал 10 очков, а также стал олимпийским чемпионом. В 2017 году в связи с визовыми проблемами Вилиаме вынужден был сыграть четыре тест-матча за сборную Фиджи: его дебют в основной сборной состоялся 10 июня 2017 года в матче против Австралии, когда Мата вышел на замену.